# 37 mm/48 Model 1935
37 mm/48 Model 1935 — 37-миллиметровое корабельное автоматическое зенитное артиллерийское орудие, разработанное и производившееся в Франции. Планировалось принять его на вооружении ВМС Франции. Предназначалось для вооружение крупных кораблей, в том числе линкоров типа «Дюнкерк» и «Ришельё», должно было стать основным средством ближней ПВО флота. Было разработано фирмой «Гочкисс» на основе уже устаревшего полуавтоматического орудия Model 1933 и должно было его заменить. Намечалось принять на вооружение спаренные и счетверённые установки этих орудий, имевшие дистанционное управление. Задержки с производством 37mm/48 Model 1935 фактически не позволили принять этот перспективный автомат на вооружение. Единственная спаренная установка была размещена на авизо «Амьен» и успешно применялась в 1940 году против люфтваффе.